# 布萊登 (喬治亞州)
布萊登（英語：Bladen）是位於美國喬治亞州格林縣（Glynn County）的一個鬼鎮。由於此地已於1937年被荒廢，本地已無人居住。

## 地理
布萊登的座標為31°14′41″N 81°42′07″W / 31.24472°N 81.70194°W，而該地的平均海拔高度為4米（即13英尺）。